# Zoltán Kiss (Musiker)

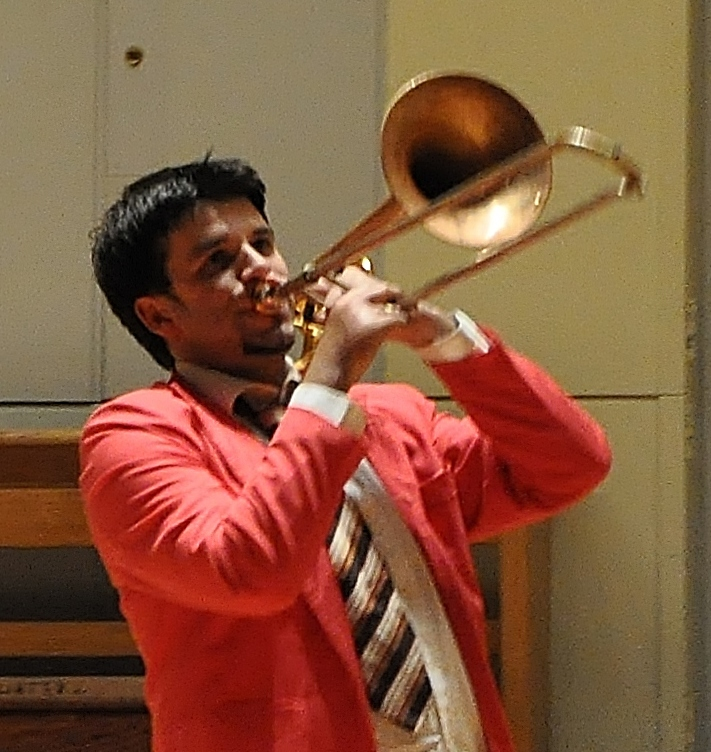
Zoltán Kiss, 2012

Zoltán Kiss [ˈkiʃ] (* 1980 in Budapest) ist ein ungarischer Posaunist.

## Leben
Das Posaunespielen lernte Kiss zunächst autodidaktisch. Später studierte er Posaune an der Fryderyk-Chopin-Universität für Musik in Warschau. Er ist Mitglied des Warsaw Brass Trios und seit 2005 des Ensembles Mnozil Brass. Seit 2014 ist er „International Trombone Tutor“ für das The Philip Jones Centre for Brass des Royal Northern College of Music in Manchester.
Er veröffentlicht zudem Soloalben, auf denen er teilweise auch im Duett mit dem Pianisten Jacek Obstarczyk zu hören ist.

## Diskografie
- 2010: Slideshow
- 2011: Rebelión
- 2014: Non-Stop